# یورکتون
یورکتون شهری است واقع در جنوب شرقی استان ساسکاچوان در کانادا که در حدود ۶۰۰ کیلومتری شمال غرب وینیپگ و ۳۰۰ کیلومتری جنوب شرقی ساسکاتون واقع است.
با توجه به سرشماری سال ۲۰۱۱ جمعیت این شهر ۱۵٬۶۶۹ نفر بود که نسبت به ۲۰۰۶ نرخ رشد ۴/۲ درصدی را نشان می‌دهد.
یورکتون در سال ۱۸۸۲ تأسیس شد و در سال ۱۹۲۸ به عنوان یک شهر ثبت گردید.

## نگارخانه

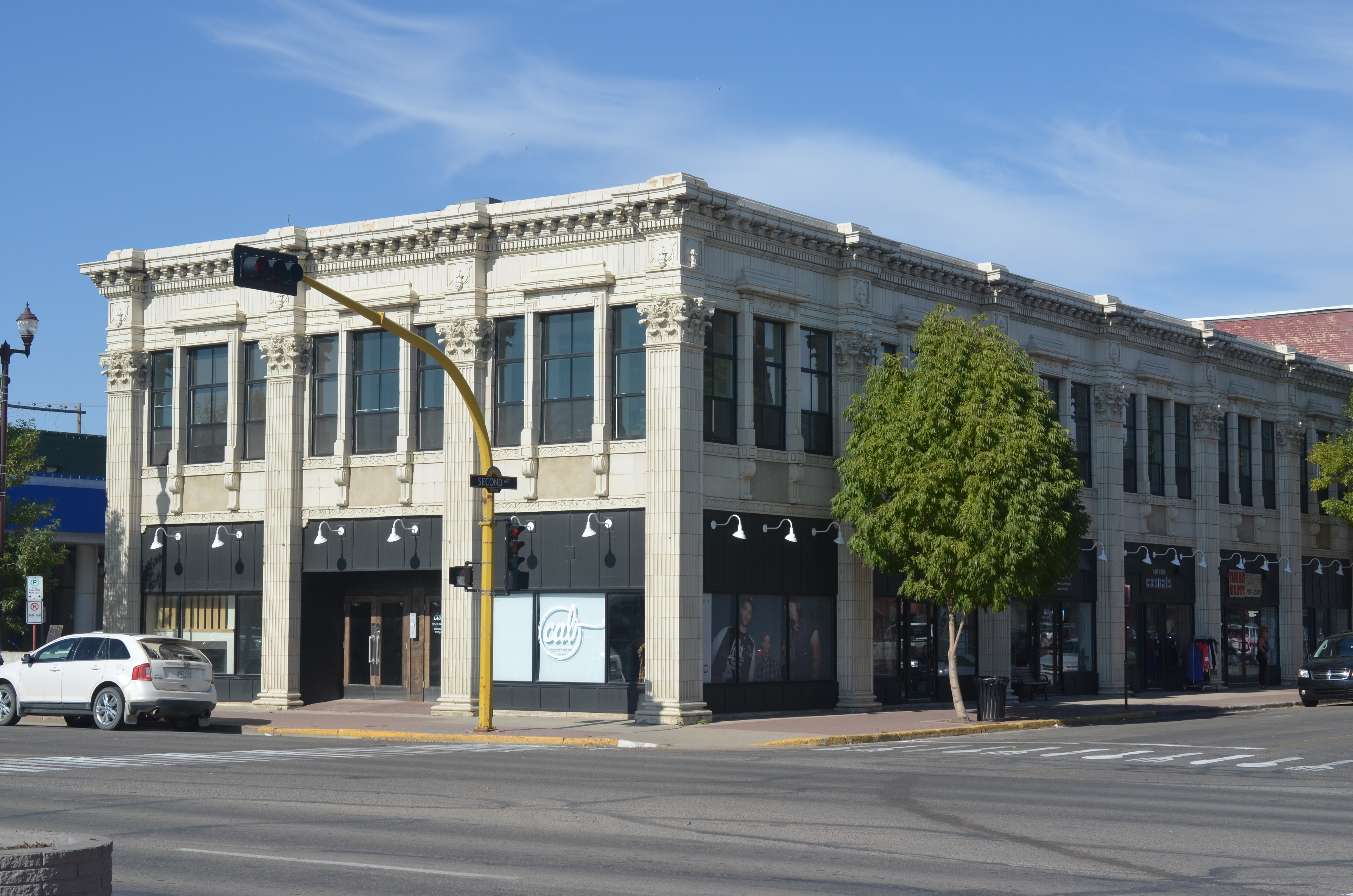
فروشگاه شرکت هادسونز بی است (سایت میراث فرهنگی)